# アメリカ陸軍特殊作戦航空コマンド
陸軍特殊作戦航空コマンド（とくしゅさくせんこうくうコマンド、Army Special Operations Aviation Command : ARSOAC）はアメリカ陸軍特殊作戦コマンドに属する組織。本部はノースカロライナ州フォートブラッグ陸軍基地に置かれており、司令官には陸軍准将が補職される。

## 歴史
現代における陸軍特殊作戦航空部隊の源流はベトナム戦争に投入されたグリーンベレーを支援する為、1960年代初頭に創設された特殊戦航空分遣隊（Special Warfare Aviation Detachment : SWAD）である。
ー
1962年3月に創設された第22特殊戦航空分遣隊は同年6月には第22特殊部隊航空分遣隊に改編され、1963年12月に活動を停止するまで第5特殊部隊グループ、第7特殊部隊グループ、陸軍特殊戦学校、第1心理戦大隊、第13心理戦大隊の活動を支援した。
第23特殊戦航空分遣隊は1962年7月に創設され、同年9月には南ベトナムに展開し、1972年に活動を停止するまで上空からの写真情報収集を行って在ベトナムアメリカ陸軍第1軍団とその配下の特殊部隊Aチームを支援した。
1965年10月7日、第281強襲ヘリコプター中隊がジョージア州フォート・ベニング陸軍基地で創設され、1966年6月9日にはベトナムで活動する第5特殊部隊グループのB-52プロジェクト・デルタに編入された。
1980年4月、イランにおける在テヘラン米大使館人質救出作戦が失敗に終わると、その原因究明と再発防止策検討の為に設置されたホロウェイ委員会（委員長を務めた元海軍作戦本部長ジェームズ・ホロウェイ3世退役海軍大将に因む）は専任の特殊作戦航空部隊の新設を含む特殊作戦能力の再編を軍上層部に命じ、それを受けてアメリカ陸軍はタスクフォース160（現在の第160特殊作戦航空連隊）を創設した。
2011年3月25日、USASOCは陸軍における特殊作戦航空能力の統合化と発展を目的に、第160特殊作戦航空連隊を中心として特殊作戦航空コマンドを創設した。初代司令官には過去に第160特殊作戦航空連隊長を務めた経験を持つKevin W. Mangum陸軍准将が指名された。

## 組織構成
- 第160特殊作戦航空連隊 - 160th Special Operations Aviation Regiment (Airborne) : 160th SOAR(A)
- USASOC飛行中隊 - USASOC Flight Company : UFC
- 特殊作戦航空訓練大隊 - Special Operations Aviation Training Battalion : SOATB
- 技術応用計画オフィス - Technology Applications Program Office : TAPO
- システム統合管理オフィス - Systems Integration Management Office : SIMO

## 歴代司令官
| 職名   | 在任期間             | 氏名                 | 階級     |
| ------ | -------------------- | -------------------- | -------- |
| 司令官 | 2011年3月～2012年6月 | Kevin W. Mangum      | 陸軍准将 |
| 司令官 | 2012年6月～2014年6月 | Clayton M. Hutmacher | 陸軍准将 |
| 司令官 | 2014年6月～2016年7月 | Erik C. Peterson     | 陸軍准将 |
| 司令官 | 2016年7月～2018年5月 | John R. Evans, Jr.   | 陸軍准将 |
| 司令官 | 2018年5月～2020年6月 | Allan M. Pepin       | 陸軍准将 |
| 司令官 | 2020年6月～2023年5月 | Philip J. Ryan       | 陸軍准将 |
| 司令官 | 2023年5月～          | Scott D. Wilkinson   | 陸軍大佐 |